# Phantasy of the Opera
Phantasy of the Opera er det fjerde studiealbum udgivet af den instrumentale cello rock trio Melo-M fra Letland. Albummet er produceret af Kārlis Auzāns og indspillet 2010 i M-Park Studio i Riga i Letland. Albummet består af 10 instrumentale coverversioner.

## Medvirkende
- Kārlis Auzāns (alias Charlie Lee)  – Cello, percussion.
- Valters Pūce (alias Walis Shmuls) – Cello.
- Antons Trocjuks (alias Tonny Trolly) – Cello.

## Sporliste
| Nr.           | Titel                      | Længde |
| ------------- | -------------------------- | ------ |
| 1.            | "La Donna"                 | 3:34   |
| 2.            | "Barber Of Rossini"        | 3:51   |
| 3.            | "Gerschwintime"            | 2:49   |
| 4.            | "Here Comes Wagner"        | 3:34   |
| 5.            | "Boogie Bumblebee"         | 3:08   |
| 6.            | "Diary Of Carmen"          | 5:05   |
| 7.            | "O Mio Babbino Caro"       | 3:20   |
| 8.            | "William Tell (Very Well)" | 4:23   |
| 9.            | "When That Shark Bites"    | 2:58   |
| 10.           | "Verdi(ct)"                | 2:52   |
| Total længde: | Total længde:              | 35:34  |